# Autoserica kanseniae
Autoserica kanseniae är en skalbaggsart som beskrevs av Louis Burgeon 1942. Autoserica kanseniae ingår i släktet Autoserica och familjen Melolonthidae. Inga underarter finns listade.